# Pegoscapus baschierii
Pegoscapus baschierii är en stekelart som först beskrevs av Grandi 1952.  Pegoscapus baschierii ingår i släktet Pegoscapus och familjen fikonsteklar. Inga underarter finns listade i Catalogue of Life.